# Tiếng Xa
Tiếng Xa (tiếng Quan thoại: 畲語 shēyǔ, tiếng Khách Gia 山客話 san ha ue [sáŋ xáʔ uə̄̀], Hán Việt: Sơn Khách ngữ), nội danh Ho Ne (hɔ22 ne53) hay Ho Nte, là một ngôn ngữ H'Mông-Miền được nói bởi người Xa. Những người vẫn nói tiếng Xa—khoảng dưới 1.200 ở tỉnh Quảng Đông—tự gọi mình là Ho Ne "người núi" (活聶 huóniè). Tiếng Xa hiện đang gần biến mất. Có hai phương ngữ chính: La Phù, còn gọi là phương ngữ Đông và Liên Hoa, còn gọi là phương ngữ Tây.

## Phân loại
Tiếng Xa khó phân loại do sự ảnh hưởng mạnh của tiếng Trung Quốc lên ngôn ngữ này. Ví dụ, Matisoff (2001) xếp nó như một ngôn ngữ chưa phân loại thuộc ngữ tộc H'Mông. Nhiều người còn nghi ngờ việc đặt nó trong ngữ tộc H'Mông, và xem nó là một ngôn ngữ chưa phân loại trong hệ ngôn ngữ H'Mông-Miền. Tiếng Xa có nhiều gốc từ đơn âm tiết, nhưng cũng có rất nhiều từ ghép. Mao & Li (2002) và Ratliff (2010) cho rằng tiếng Xa có quan hệ gần nhất với tiếng Quýnh Nại.
Người Xa và tiếng Xa đã ảnh hưởng lên, và được ảnh hưởng mạnh bởi, người Hán Khách Gia và tiếng Khách Gia. Người Xa ở Đông Phúc Kiến nói một dạng tiếng Xa chịu ảnh hưởng bởi tiếng Mân Đông:
- Đại từ ngôi thứ nhất số ít 我 được phát âm là [ŋuai] (so sánh với nguāi phương ngữ Phúc Châu).
- Từ 囝 (trợ từ giảm nhẹ) được phát âm là [kiaŋ], tương tự giāng trong phương ngữ Phúc Châu.

## Ngữ âm

### Phụ âm
|         |                        | Đôi môi | Đôi môi | Môi- răng | Chân răng | Chân răng | Ngạc mềm | Ngạc mềm | Ngạc mềm | Thanh hầu | Thanh hầu |
| thường  | vòm hóa                | thường  | vòm hóa | Môi- răng | thường    | vòm hóa   | môi hóa  | thường   | vòm hóa  |           |           |
| ------- | ---------------------- | ------- | ------- | --------- | --------- | --------- | -------- | -------- | -------- | --------- | --------- |
| Mũi     | Hữu thanh              | m       | mʲ      |           | n         | nʲ        | ŋ        | ŋʲ       |          |           |           |
| Mũi     | Vô thanh               |         |         |           |           |           | ŋ̊        |          |          |           |           |
| Tắc     | vô thanh không bật hơi | p       | pʲ      |           | t         | tʲ        | k        | kʲ       | kʷ       | (ʔ)       |           |
| Tắc     | vô thanh bật hơi       | pʰ      | pʰʲ     |           | tʰ        | tʰʲ       | kʰ       | kʰʲ      | kʰʷ      |           |           |
| Tắc xát | vô thanh không bật hơi |         |         |           | ts        | tsʲ       |          |          |          |           |           |
| Tắc xát | vô thanh không bật hơi |         |         |           | tsʰ       | tsʰʲ      |          |          |          |           |           |
| Xát     | vô thanh               |         |         | f         | s         | sʲ        |          |          |          | h         | hʲ        |
| Xát     | hữu thanh              |         |         | v         | z         | zʲ        |          |          |          |           |           |

Sự biến đổi phụ âm đầu hiện diện trong tiếng Xa. Ví dụ, pǐ + kiáu trở thành pi̋’iáu, và kóu + tȁi trở thành kóulȁi.

### Nguyên âm và phụ âm cuối
Các nguyên âm là /i e a ɔ ɤ u/. Các phụ âm cuối là /j w n ŋ t k/, trong đó /t k/ chỉ có trong từ mượn tiếng Khách Gia, /ɤ/ không bao giờ có phụ âm cuối theo sau, và chỉ âm tắc /n t/ được theo sau các nguyên âm trước.

### Thanh điệu
Có sáu thanh điệu. Những thanh điệu này biến thiên đáng kể theo vùng miền; hai ví dụ là:
[ ˥ ˦ ˧ ˨ ˨˩ ˧˥ ]: tức, /5 4 3 2 1 35/
[ ˥˧ ˦˨ ˧ ˨ ˧˩ ˧˥ ]: tức, /53 42 3 2 31 35/